# Witwenhaus (Oedheim)

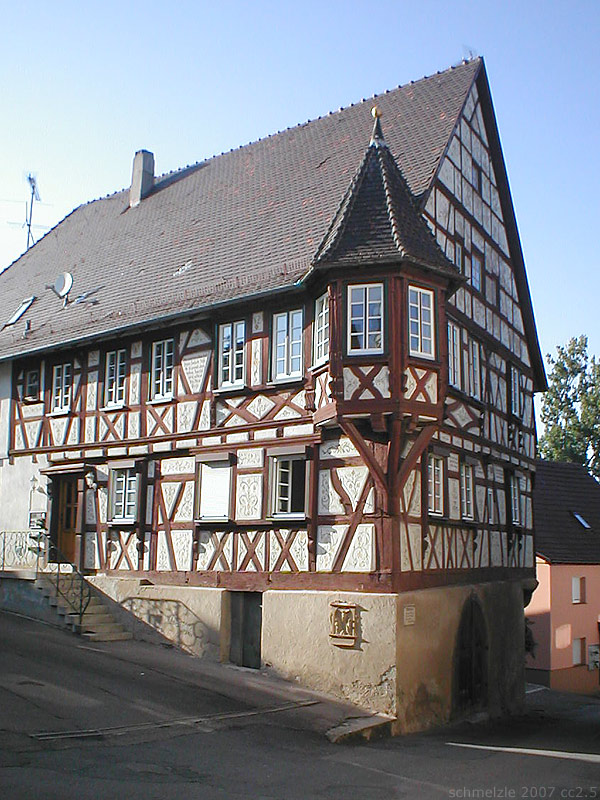
Witwenhaus in Oedheim

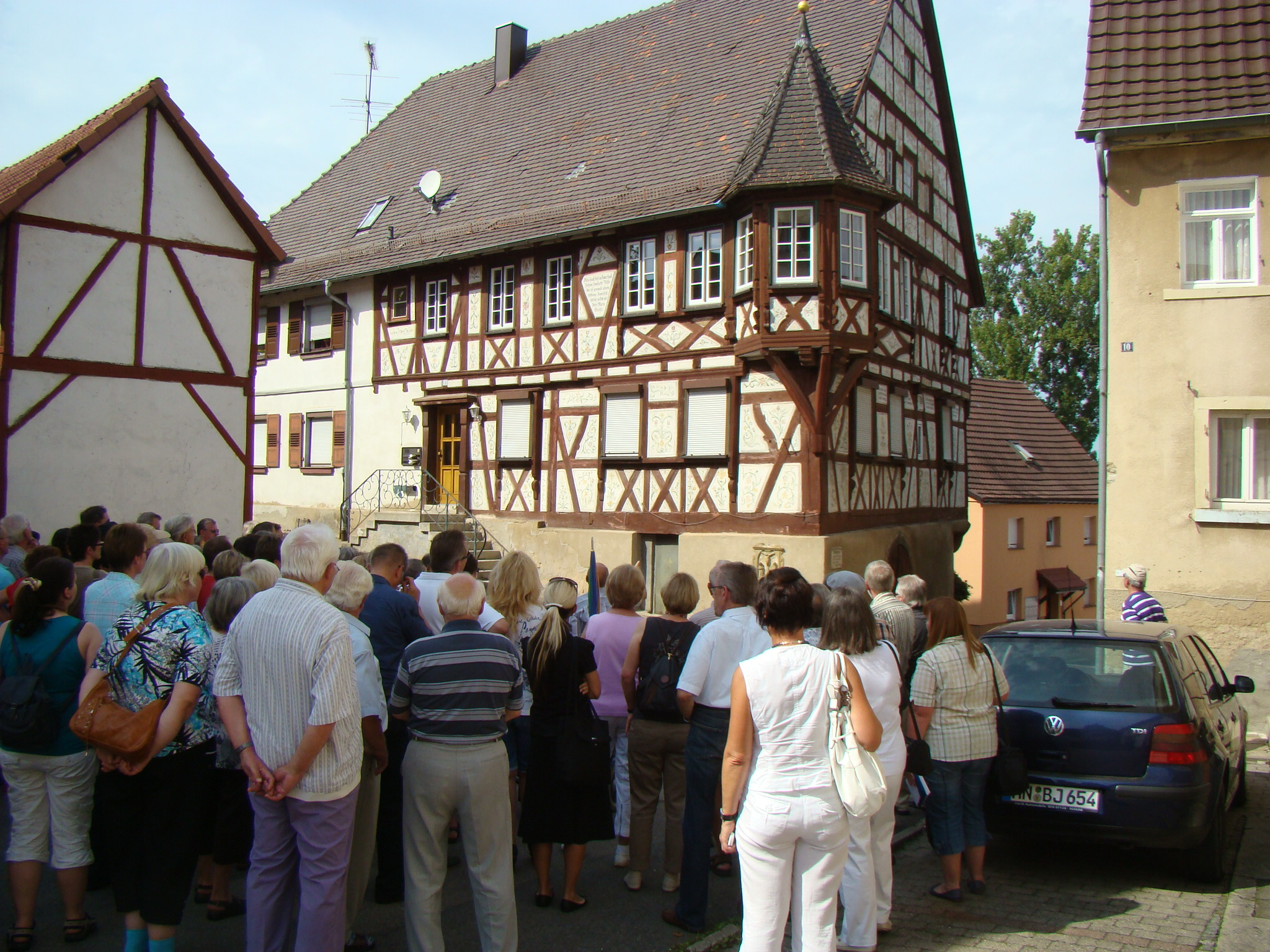
Tag des offenen Denkmals 2011

Das Witwenhaus in Oedheim, einer Gemeinde im Landkreis Heilbronn im nördlichen Baden-Württemberg, ist ein Witwensitz der Freiherren Capler von Oedheim aus dem 16. Jahrhundert.
Das Fachwerkhaus wurde von Ulrich Capler von Oedheim gen. Bautz außerhalb des einstigen Bereichs des Oedheimer Schlosses auf dem zum Deutschen Orden gehörigen Ortsgebiet von Oedheim für seine Witwe errichtet, die um 1520 das Gebäude bewohnte. Nachdem Ulrichs Witwe eine neue Ehe eingegangen war, wurde das Haus zeitweise von Bürgerlichen bewohnt. 1557 war Eyda Caplerin, die Witwe des Christoph Capler, die Bewohnerin. Die Capler-Witwen genossen keine besonderen Begünstigungen, sondern waren wie andere Bürger auch der Fron und sonstigen Verpflichtungen gegenüber der Ortsherrschaft, d. h. dem Deutschen Orden unterworfen.
Im Lauf der Zeit kam das Haus in den Besitz von Bürgerfamilien, und der Besitz war in bis zu vier Teile zersplittert. 1960/61 erfolgte eine umfassende Außensanierung, an der sich die Familie Capler und das staatliche Denkmalamt beteiligten. Neben dem markanten Erker zählen auf die Fachwerkfelder aufgemalte Sprüche sowie eine mit einer Kreuzigungsgruppe verzierte Steinplatte von 1620 zum Bauschmuck des Gebäudes.

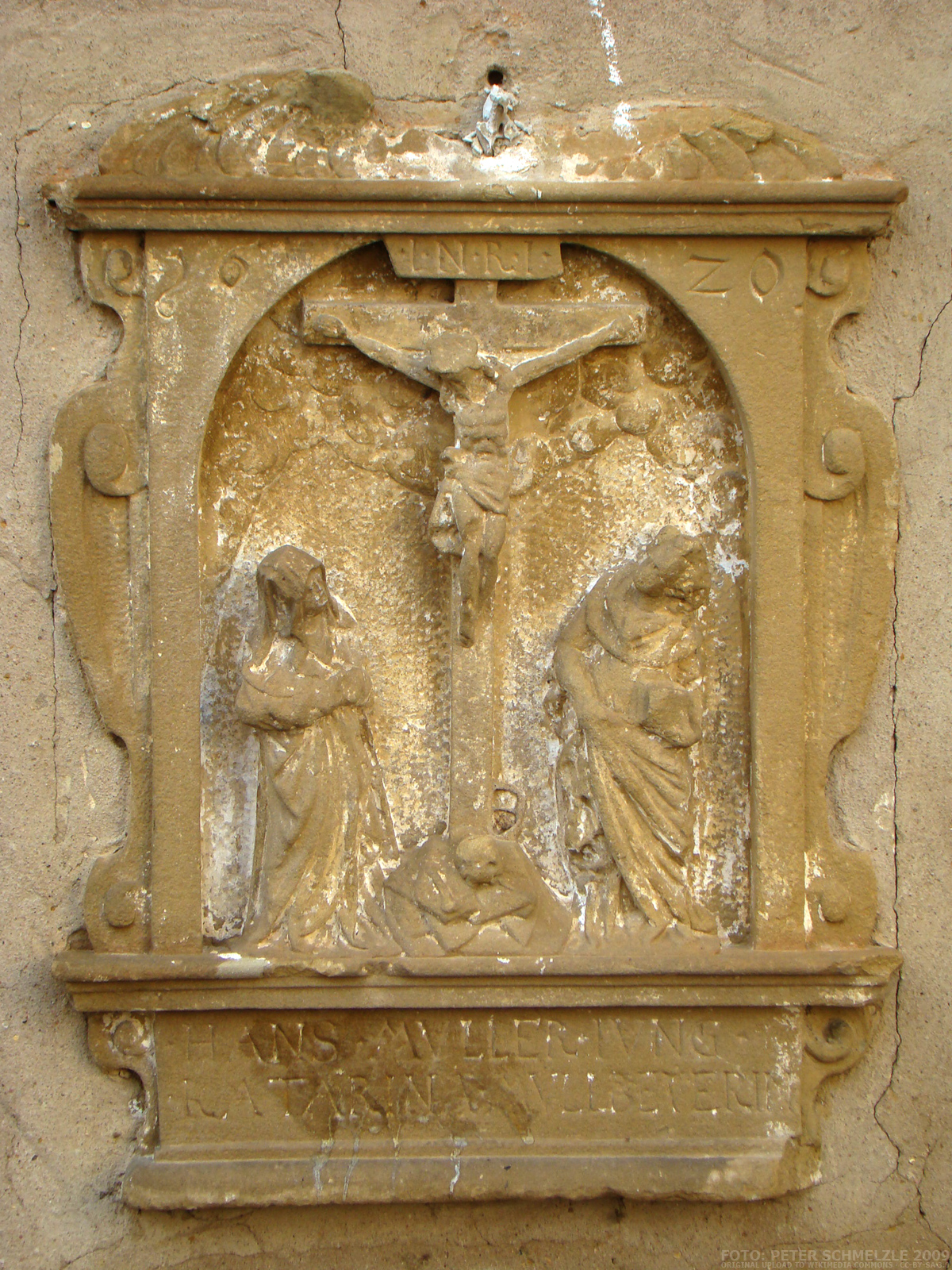
Steinplatte mit Kreuzigungsgruppe
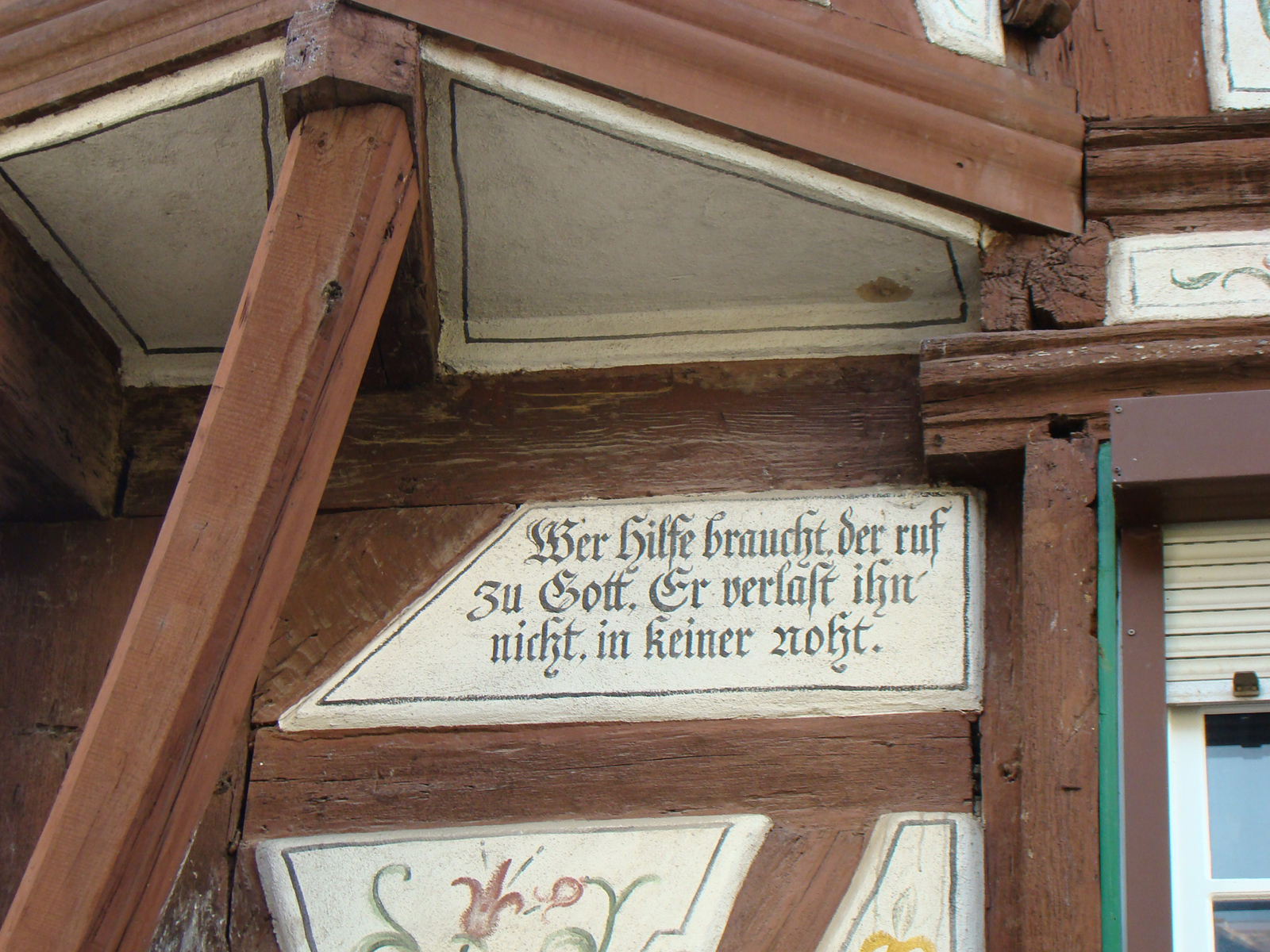
Spruch auf Fachwerkfeld